# Normandes
Normandes, właśc. Normandes Souza Lima (ur. 11 września 1945 w Campo Florido) – piłkarz brazylijski, występujący podczas kariery na pozycji środkowego obrońcy.

## Kariera klubowa
Karierę piłkarską Normandes rozpoczął w klubie Nacional São Paulo w 1964. W latach 1968–1974 był zawodnikiem Clube Atlético Mineiro. Z Atlético Mineiro zdobył mistrzostwo Brazylii 1971 oraz mistrzostwo stanu Minas Gerais – Campeonato Mineiro w 1970.
W Atlético Mineiro 8 sierpnia 1971 w zremisowanym 1-1 derbowym meczu z Amériką Belo Horizonte zadebiutował w lidze brazylijskiej. W barwach Normandes wystąpił 186 spotkań. W latach 1975–1977 występował w Cruzeiro EC. Z Cruzeiro zdobył mistrzostwo stanu w 1975. W Cruzeiro 24 września 1975 w wygranym 4-0 meczu z Moto Club São Luís Normandes po raz ostatni wystąpił w lidze. Ogółem w latach 1971–1975 rozegrał w lidze 25 spotkań.
Karierę zakończył w 1978 w Uberabie.

## Kariera reprezentacyjna
Jedyny raz w reprezentacji Brazylii Normandes wystąpił 19 grudnia 1968 w wygranym 3-2 towarzyskim meczu z reprezentacją Jugosławii.